# Нозно
Нозно (словен. Nozno) — поселення в общині Брда, Регіон Горишка, Словенія. Висота над рівнем моря: 355,6 м.